# میرزا عبدالله شیخ الاسلام

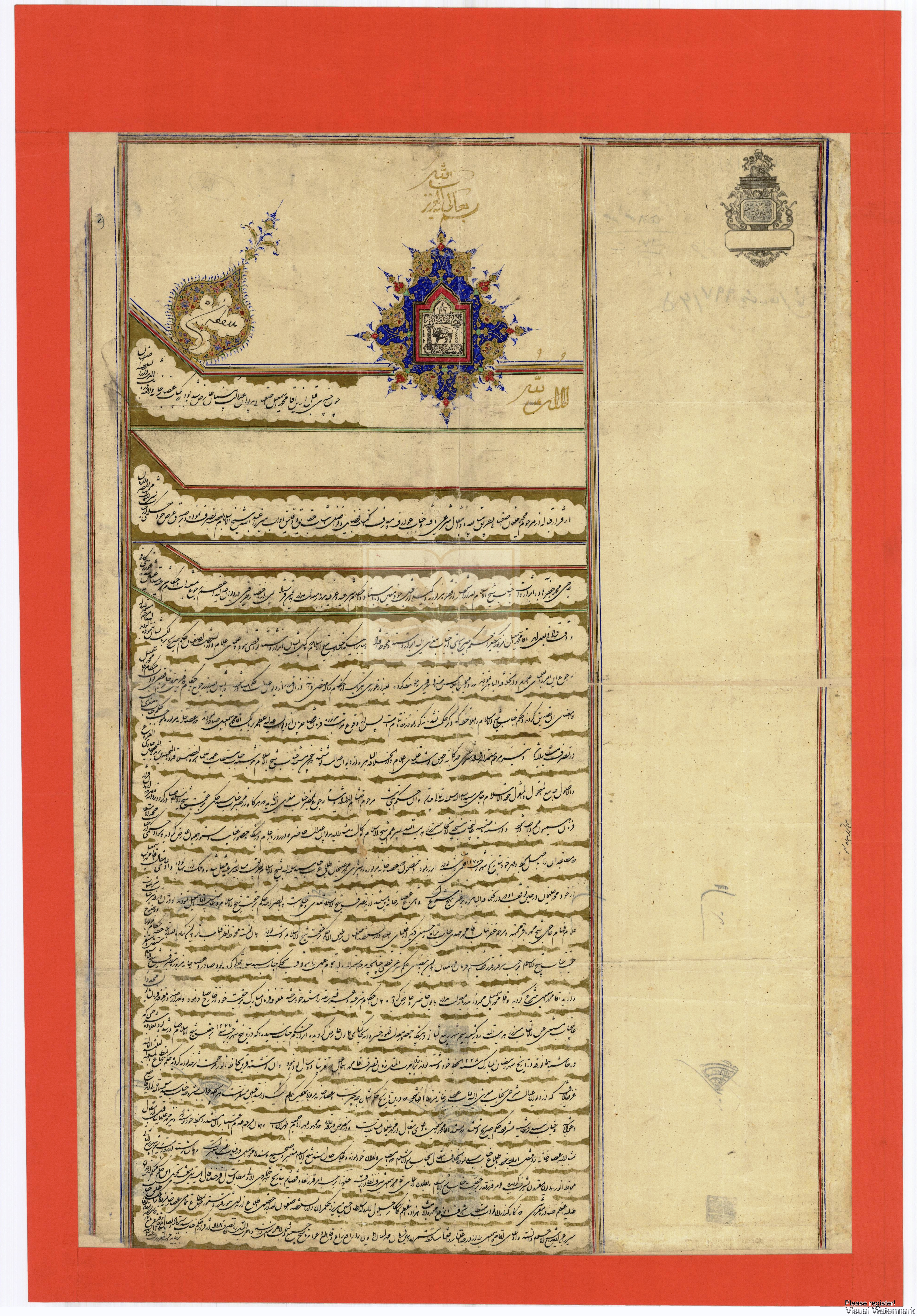
فرمان دیوان عدلیه به جلال الدوله سلطان حسین میرزا (حاکم اصفهان) در خصوص مالکیت عبدالله شیخ‌الاسلام بر یک عصار خانه (۱۲۴۱ ه ش- ۱۲۷۹ ه ق)

میرزا عبدالله دوم شیخ الاسلام (فوت ۱۲۵۲ ه‍.ش) (فوت ۱۲۹۰ ه‍.ق) از علما و رجال حکومتی (شیخ الاسلام اصفهان) در زمان فتحعلی شاه، محمد شاه و ناصرالدین شاه در اصفهان بود

## مناصب
- شیخ الاسلام اصفهان: او پس از فوت پدرش (میرزا محمد رحیم دوم) در سال ۱۲۱۲ ه‍.ش (۱۲۴۹ ه‍.ق) در دوران حاکمیت خسروخان گرجی، سلطان حسین‌ میرزا جلال‌الدوله و ظل السلطان، شیخ الاسلام شد و در دیوانخانه شیخ الاسلام به امور مربوط به شیخ‌الاسلام رسیدگی می‌کرد.
- متولی مدرسه ملا عبدالله شوشتری: مدرسه ملا عبدالله یکی از مدارس حوزه علمیه اصفهان است که به دستور شاه عباس اول جهت تدریس مولانا عبدالله شوشتری از علمای دورهٔ صفویه ساخته شده‌است. در کتاب مکارم الاثار آمده است که نام میرزا عبدالله شیخ الاسلام، در کاشیکاری و کتیبه مدرسهٔ ملاعبدالله موجود است [۱] ؛ ولی هم‌اکنون از این کاشی‌ها اثری به جای نمانده‌است

## حوادث و وقایع
- شکایت از خسروخان گرجی: خسروخان گرجی، حاکم اصفهان بین سالهای ۱۲۱۳–۱۲۱۶ ه‍.ش (۱۲۵۰–۱۲۵۳ ه‍.ق) بود. میرزا عبدالله پس از مراجعه مردم و درخواست دادرسی از آنها علیه خسروخان، جهت شکایت از حاکم، به تهران نزد محمد شاه رفت. از طرف پادشاه فرمانی به خسرو خان گرجی صادر شد و در ان او را باجرای دستورهای شیخ الاسلام امر داد.

صورت فرمان محمد شاه که به عنوان خسرو گرجی صادر شده‌است:
السطان محمد شاه قاجار
مقرب الخاقان خسرو خان- جناب میرزا عبدالله شیخ الاسلام آمد شرفیاب حضور شد نسبت باو التفات کردیم – مخلص حقیقی است. ان دولتخواه باید کارهای او را بگذارند مطابق قاعده و فرامین او با او خوب رفتار کند در هر باب و هر حال البته فی ۲۰ ربیع‌الاول ۱۲۵۳ (۱۲۱۶ ش)
فشار خسروخان همچنان بر مردم ادامه داشت تا اینکه منجر به خشم بیشتر انها و شورش مردم اصفهان علیه او شد. شورشیان خسروخان را در  کاخ هفت دست محاصره کردند و به زد وخورد با مامورین دولت پرداختند. از طرف دولت،  فرخ‌خان غفاری کاشانی (امین‌الدوله) برای رفع درگیری به اصفهان آمد و خسروخان را بر کنار و به تهران فرستاد. 
- کمک به فقرا در قحطی سال ۱۲۵۰ ه‍.ش (۱۲۸۸ ه‍.ق): در قحطی عمومی سال ۱۲۸۸ ه‍.ق که یکی از مرگبارترین رخدادهای ایران در دویست سال گذشته است ، میرزا عبدالله به فقرا و مستمندان کمک و مساعدت نموده‌است.[۲] [۳].

طبق برآورد اولیور سنت جان در طول این قحطی، یک سوم مردم شهرهای اصفهان، یزد و مشهد یر اثر مرگ ومیر یا مهاجرت از دست رفته‌اند  کمبود شدید غله عواقب بسیار بدی در پی داشت: کسانی که نان نداشتند، ناگزیر به علف‌خواری روی آوردند یا به استفاده از گوشت حیوانات بارکش و در مراحل بعد به خوردن سگ و گربه و موش و حتی اجساد مرده ناچار شدند. محمد حسن جابر انصاری می‌نویسد: در بسیاری از موارد، کار به ادام خواری کشید و به مناسیت ان، بیت زیر مشهور شد:
به سالی که ادام خواری باب گشت----هزار و دویست بود و هشتاد و هشت 

## موقوفات
میرزا عبدالله ، جهت برگذاری مراسم مذهبی در دیوانخانه، هشت طاق از ۲۴ طاق از حسین آباد عاشق آباد را وقف موارد زیر نمود:
- مدت ۱۶ روز تعزیه داری
- مدت ۶۰ روزتمام (از اول محرم تا آخر ماه صفر) مجلس اقامه عزاداری و موعظه
- کمک مادی به مسافرین عتبات [۶]

سبک خاص معماری منزل میرزا عبدالله، خانه شیخ الاسلام، که مربوط به دوره صفوی و محل سکونت او و اجدادش تا علامه محقق سبزواری است به گونه ای طراحی شده که هم منزل مسکونی ، هم فضای مناسب برای رسیدگی به شکایات مردم (دیوانخانه) و هم به عنوان تکیه جهت برگزاری مراسم سوگواری محرم و تعزیه خوانی می‌توانست استفاده بشود  

## زندگی‌نامه

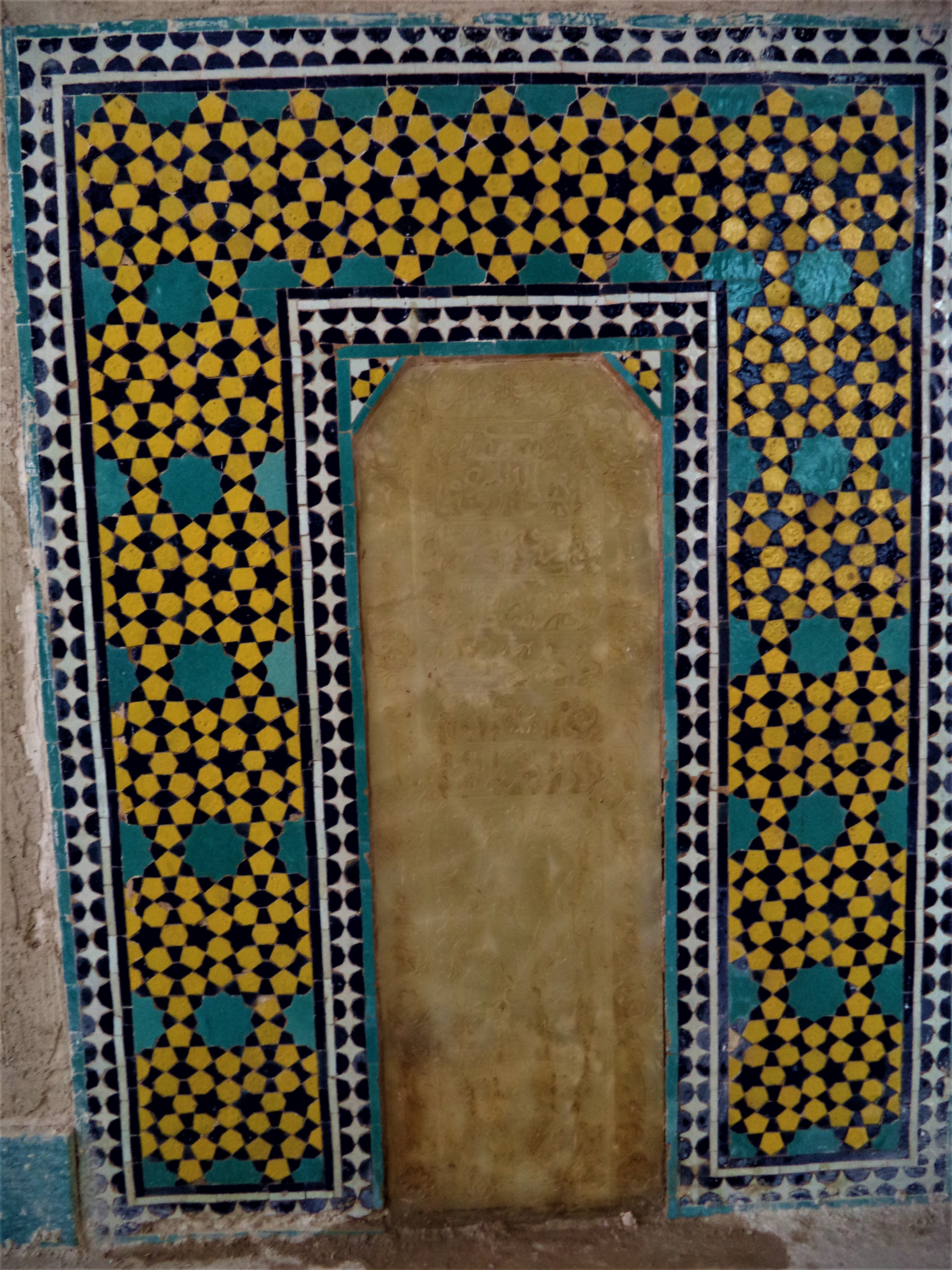
سنگ قبر گوهر بيگم سلطان، فوت ۱۲۲۱ ه‍.ش (۱۲۵۸ ه‍.ق) ،همسراول آقا ميرزا عبدالله شيخ الاسلام، که درتخت فولاد اصفهان، داخل بقعه اقا حسین خوانساری ، به فرم ایستاده بر روی دیوار نصب شده و بالای گور قرار دارد

میرزا عبدالله در اصفهان متولد شد و فرزند میرزا محمد رحیم دوم (فوت ۱۲۱۲ ه‍.ش/۱۲۴۹ ه‍.ق) بود. او از نوادگان محقق سبزواری می‌باشد و نسب او چنین است: میرزا عبدالله بن میرزا محمدرحیم (دوم) بن میرزا مرتضی بن میرزا عبدالمطلب بن میرزا محمدرحیم (اوّل) بن ملا محمدجعفر بن آخوند ملا محمدباقر محقق سبزواری بن محمد مؤمن الشریف السبزواری (فوت در حدود ۹۹۸ ه‍.ش -۱۰۲۸ ه‍.ق)
میرزا عبدالله سه همسر داشت: گوهر بیگم سلطان، دختر حاجی محمدتقی نقشینه فروش که در در ۱۸ شهریور ۱۲۲۱ ه‍.ش (۳ شعبان ۱۲۵۸ ه‍.ق) فوت کرد ، خدیجه سلطان بیگم، دختر آقا محمود که او مادر آقا میرزا محمد رحیم سوم بود و شهربانو، ملقب به نبات خانم، دختر نوروز بیک (تاریخ ازدواج ۱۲۱۲ ه‍.ش /۱۲۴۹ ه‍.ق)  . حاصل ازدواج با آنها ۷ فرزند بود: میرزا محمد رحیم سوم، میرزا محمدباقر، میرزا حبیب‌ االله، میرزا حسن، گوهر سلطان، اغا بیگم و تاج ماه سلطان
میرزا عبدالله در بهمن ۱۲۵۲ ه‍.ش (ذی الحجه ۱۲۹۰ ه‍.ق) فوت کرد  و در تخت فولاد جنب پدرش در در داخل  بقعه خوانساری دفن شد (اثاری از سنگ قبر او باقی نمانده است).